# Irarsita
La irarsita és un mineral de la classe dels sulfurs, que pertany al grup de la cobaltita. Rep el seu nom de la seva composició química.

## Característiques
La irarsita és un sulfur de fórmula química (Ir,Ru,Rh,Pt)AsS. Cristal·litza en el sistema isomètric formant grans de fins a 1 mil·límetre, fent intercreixements amb la laurita o la hol·lingworthita, amb la que forma una sèrie de solució sòlida. La seva duresa a l'escala de Mohs és 6,5.
Segons la classificació de Nickel-Strunz, la irarsita pertany a «02.EA: Sulfurs metàl·lics, M:S = 1:2, amb Fe, Co, Ni, PGE, etc.» juntament amb els següents minerals: aurostibita, bambollaita, cattierita, erlichmanita, fukuchilita, geversita, hauerita, insizwaita, krutaita, laurita, penroseita, pirita, sperrylita, trogtalita, vaesita, villamaninita, dzharkenita, gaotaiita, alloclasita, costibita, ferroselita, frohbergita, glaucodot, kullerudita, marcassita, mattagamita, paracostibita, pararammelsbergita, oenita, anduoïta, clinosafflorita, löllingita, nisbita, omeiïta, paxita, rammelsbergita, safflorita, seinäjokita, arsenopirita, gudmundita, osarsita, ruarsita, cobaltita, gersdorffita, hol·lingworthita, jolliffeïta, krutovita, maslovita, michenerita, padmaita, platarsita, testibiopal·ladita, tolovkita, ullmannita, willyamita, changchengita, mayingita, hollingsworthita, kalungaita, milotaïta, urvantsevita i rheniïta.

## Formació i jaciments
Es troba en cromita en dunita hortonolita; com inclusions en crompicotitas, i al voltant d'aliatges del grup del platí. Sol trobar-se associada a altres minerals com: platí, hol·lingworthita, sperrylita, laurita, iridarsenita, ruthenarsenita, rutheniridosmina, calcopirita, calcocita, pirrotina, cobaltita, gersdorffita, pentlandita, nickelina, magnetita, cromita o olivina. Va ser descoberta l'any 1966 a la mina Onverwacht, a Lydenburg (Sud-àfrica).